# Swissmetro
Swissmetro è un progetto svizzero  per un futuristico sistema di trasporto, mai realizzato.

## Progetto
Swissmetro si basa sulla realizzazione di una rete interamente sotterranea di tunnel percorsi da treni a levitazione magnetica a velocità prossime ai 500 km/h. Una tecnologia di questo tipo ridurrebbe notevolmente i tempi di viaggio tra le maggiori città svizzere: ad esempio il tempo di percorrenza della tratta Berna - Zurigo si ridurrebbe dai sessanta minuti dei treni InterCity a soli dodici minuti.

### Tunnel
La rete sarebbe composta, nello studio principale, da due tunnel paralleli da 5 metri di diametro interno spaziati di 25 metri dal centro di ognuno senza presenza di un tunnel di servizio. I tunnel si trovano in stato di vuoto parziale a profondità variabile tra 60 e 300 metri. La bassa pressione (circa la pressione atmosferica presente a 18 km di quota) alla quale si trovano permette una notevole riduzione dell'attrito offerto dall'aria con conseguente risparmio energetico nella trazione dei treni e maggior velocità. Ciascun tunnel di marcia è collegato da gallerie trasversali che ospitano i dispositivi elettrici e di generazione del vuoto. Era stata considerata anche la possibilità di un unico tunnel a due sensi di marcia sovrapposti, soluzione poi abbandonata in ragione di maggiori costi (circa il 30% in più).

### Convogli
I convogli sono costituiti da treni pressurizzati a levitazione magnetica con le seguenti caratteristiche:
- Posti a sedere: 208
- Lunghezza convoglio: 80 metri
- Diametro convoglio: 3,2 metri
- Numero di porte per convoglio: 4
- Peso: 50 tonnellate
- Velocità: 500 km/h

### Stazioni
Le stazioni sotterranee, localizzate in prossimità delle stazioni ferroviarie di superficie e ad esse collegate tramite ascensori, sarebbero costituite da due livelli: un livello superiore di reception e check in ed uno inferiore di imbarco ove un tunnel pressurizzato permetterebbe la salita e discesa dei passeggeri dal treno, anch'esso pressurizzato, bypassando il tunnel in regime di semi vuoto ove corre il treno.

### La rete
La rete Swissmetro al 31 maggio 1999 doveva comporsi secondo due assi con due possibili varianti: variante A e B.
Variante A
- Asse ovest - est: Ginevra, Losanna, Berna, Lucerna, Zurigo, San Gallo
- Asse nord - sud: Basilea, Lucerna, Bellinzona
- Estensione linea: da San Gallo a Coira e da Losanna a Sion

Variante B
- Asse ovest - est: Ginevra, Losanna, Berna, Zurigo, San Gallo
- Asse nord - sud: Basilea, Zurigo, Lucerna, Bellinzona
- Estensione linea: da San Gallo a Coira e da Losanna a Sion

In entrambe le varianti, la tratta pilota del progetto sarebbe stata la Ginevra - Losanna, quindi con l'asse ovest-est primo realizzato, demandando la tratta nord-sud a una seconda fase e l'estensione linea a una terza. I nodi di interconnessione tra gli assi sarebbero stati Lucerna o Zurigo nella variante A e B rispettivamente.
Nel 2005 la rete è stata rivista mantenendo l'asse ovest-est variante B con il prolungamento Zurigo-Basilea. Nel 2007 si è passati a un'ulteriore variazione: variante A ovest-est e prolungamento Zurigo-Basilea; l'asse Swissmetro nord-sud, da sempre considerato secondario, viene sostituito dall'integrazione con altre linee di superficie: una a levitazione a nord e la linea AlpTransit del San Gottardo a sud.

## Costi

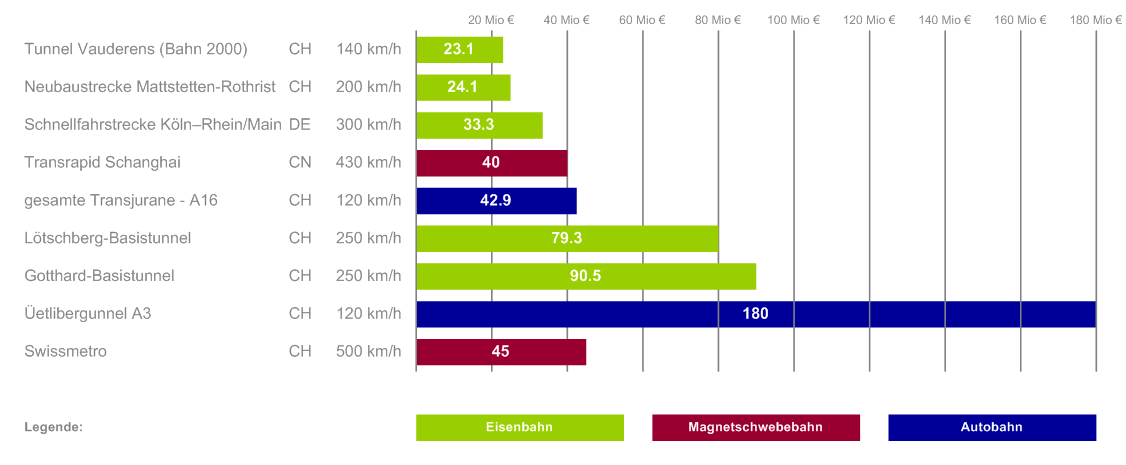
Confronto fra costi infrastrutturali per km in Euro

Nel 1997, Swissmetro AG, la società capofila, stimava investimenti di realizzazione tra 31.868 e 34.635 miliardi di franchi svizzeri per la variante A e B rispettivamente.

## Alcune tappe cronologiche
- 1974: Rodolphe Nieth sviluppa il progetto Swissmetro: una metropolitana a levitazione magnetica.
- 1981: il progetto riceve il sostegno di un gruppo di professori del Politecnico di Losanna.
- 1985: il progetto è presentato in Parlamento: il costo totale delle linee San Gallo-Ginevra e Basilea-Chiasso è stimato in 25 miliardi di franchi svizzeri.
- 1986: il Consiglio federale respinge uno studio di fattibilità
- 1991-1993: uno studio preliminare ed uno di fattibilità da parte del Politecnico di Losanna descrivono Swissmetro come possibile e redditizio. L'asse San Gallo-Ginevra costerebbe 14 miliardi di euro a metà tra il governo federale ed il settore privato. Gli studi vanno tuttavia incontro ad un certo scetticismo.
- 1992: fondazione a Berna della società Swissmetro AG.
- 1997: Swissmetro AG chiede una concessione per la costruzione di un percorso pilota tra Ginevra e Losanna.
- 1999: il Consiglio federale accetta la richiesta per il tratto sperimentale ma solo se esistono possibilità di finanziamento.
- 2002: Swissmetro subisce una battuta d'arresto dopo le dichiarazioni negative del ministro dei trasporti Moritz Leuenberger sulla possibilità di sviluppare il progetto.

## Stato attuale
Nonostante le diverse simulazioni, studi e consulenze effettuate da parte del Scuola politecnica federale di Losanna e del Politecnico di Zurigo, il progetto non ha ancora visto inizio (l'operatività del tratto pilota era stata programmata tra il 2009 e il 2010) anche in considerazione degli alti costi realizzativi e operativi. Nonostante ciò, la Cina sembra aver dimostrato interesse a un simile tipo di realizzazione.

## SwissMetro-NG
Il gruppo d'interesse SwissMetro-NG è stato fondato nel 2017 come organizzazione senza scopo di lucro, con lo scopo di promuovere il sistema di trasporto come valutato dal progetto originale Swissmetro. NG sta per nuova generazione e si riferisce a soluzioni tecniche di nuova introduzione. Il progetto sta attualmente raccogliendo il sostegno del mondo accademico e politico. La Commissione dei trasporti del Dipartimento federale dell'ambiente, dei trasporti, dell'energia e delle comunicazioni (UVEK) ha preso in considerazione la proposta Swissmetro NG per la lista degli studi che potrebbero far parte dei prossimi passi del programma di sviluppo strategico (dal nome tedesco STrategischen EntwicklungsProgramm) del sistema dei trasporti pubblici.